# Los Ranchitos, Guerrero
Los Ranchitos är en ort i Mexiko.   Den ligger i kommunen Quechultenango och delstaten Guerrero, i den södra delen av landet, 230 km söder om huvudstaden Mexico City. Los Ranchitos ligger 858 meter över havet och antalet invånare är 105.
Terrängen runt Los Ranchitos är kuperad åt nordväst, men åt sydost är den bergig. Runt Los Ranchitos är det ganska glesbefolkat, med 40 invånare per kvadratkilometer. Närmaste större samhälle är Quechultenango, 18,1 km nordväst om Los Ranchitos. I omgivningarna runt Los Ranchitos växer huvudsakligen savannskog.